# ウンダ (クレーター)
ウンダ（英: Wunda）は、天王星の衛星ウンブリエルの赤道近くのクレーターである、名前はアボリジニの闇の精霊ウンダに由来する。
直径約131kmで、中に約10kmの明るい物質がある、この物質が何なのかは未確認。